# توزیع انرژی الکتریکی

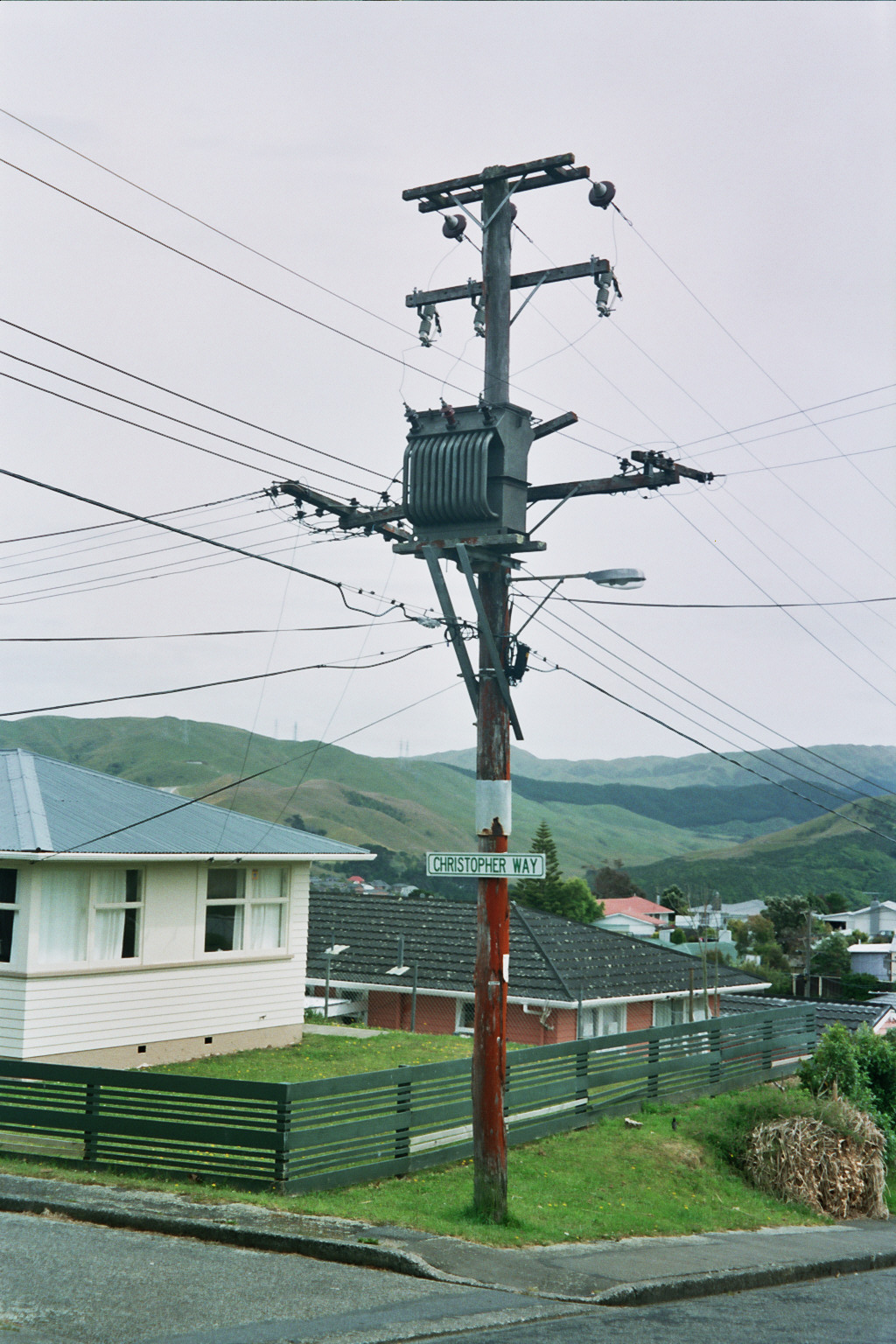
تصویر یک پست pole-mounted (این پست‌ها از یک ترانسفورماتور کوچک نصب شده بر روی تیر تشکیل شده‌اند)۱۱ کیلوولت به ۲۳۰/۴۰۰ ولت در نیوزلند

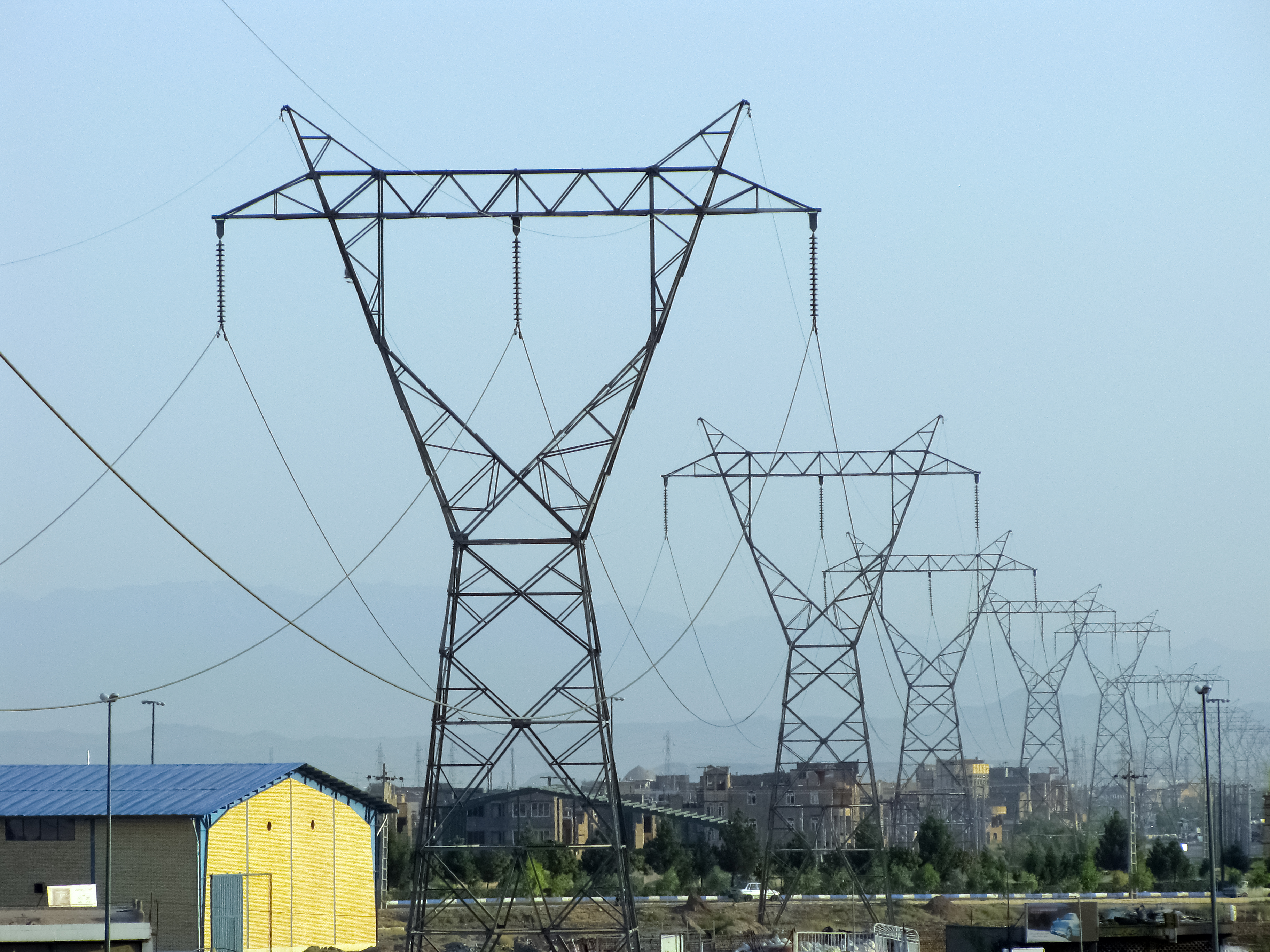
دکل های برق ولتاژ بالا برای انتقال برق تولید شده به نقاط مختلف و دور در ایران

مرحلهٔ توزیع انرژی الکتریکی یکی از مراحل پایانی تحویل انرژی الکتریکی به مصرف‌کننده‌هاست. این مرحله انرژی الکتریکی را از سیستم انتقال به مصرف‌کنندگان منفرد انتقال می‌دهد. پست‌های توزیعی که به سیستم انتقال متصل هستند ولتاژ انتقال را به ولتاژهای متوسط (بین ۲ کیلو و ۳۵ کیلو ولت) با استفاده از ترانسفورماتورها کاهش می‌دهند. به‌طور کلی خطوط ولتاژ متوسط معمولاً انرژی را با ولتاژ کمتر از ۲۰ کیلوولت با استفاده از پست‌های ترانسفورماتوری که گاهی به‌صورت نصب‌شده بر روی تیرهای انتقال قرار دارند، و نیز خطوط ولتاژ پایین (کمتر از ۱۰۰۰ ولت) را شامل می‌شود.

## تاریخچه
در سال‌های آغازین استفاده از انرژی الکتریکی، ژنراتورهای جریان مستقیم "DC" با همان ولتاژ تولیدی به مصرف‌کننده‌ها متصل شده بودند و به این صورت تولید و انتقال برق با یک ولتاژ انجام می‌گرفت، چراکه هیچ راهی برای تغییر ولتاژ "DC" به جز تغییر ژنراتورها وجود نداشت. از آنجایی که لامپهای التهابی آن زمان تنها در ولتاژ ۱۰۰ ولت قابل استفاده بوده‌اند تنها راه ممکن تولید برق با این ولتاژ بود. همچنین در ولتاژ پایین نیاز به عایق‌کاری زیاد برای حفظ ایمنی نبود و به این صورت تولید و انتقال با ولتاژ ۱۰۰ ولت صورت می‌گرفت که موجب به وجود آمدن تلفات قابل توجه در طول خطوط می‌شد.
از همان ابتدا استفاده از مس به عنوان یک هادی بسیار معمول بود و این به دلیل هدایت الکتریکی و قیمت نسبتاً مناسب مس (امروزه با بالا رفتن قیمت مس از صرفه اقتصادی این فلز کاسته شده) نسبت به دیگر فلزات است. برای کاهش دادن جریان و در نتیجه کاهش میزان مصرف مس باید از ولتاژهای بالاتر در طول خطوط استفاده کرد. اما همان‌طور که گفته شد، هیچ روش قابل استفاده‌ای برای تغییر ولتاژ DC موجود در آن زمان وجود نداشت، بنابراین سیستم DC ادیسون به کابل‌های ضخیم و ژنراتورهای محلی نیاز داشت. فاصله آخرین مصرف‌کننده حداکثر باید ۱٫۵ مایل از محل تولید می‌بود تا نیازی به استفاده از هادی‌های با سطح مقطع بسیار بالا نباشد.

## ابداع جریان متناوب
پذیرش جریان الکتریکی متناوب "AC" با تغییرات بنیادی در زمینه برق همراه شد، چراکه ترانسفورماتورهای الکتریکی می‌توانستند ولتاژ را تغییر دهند و این، امکان افزایش طول خطوط انتقال فراهم را می‌کرد. با افزایش ولتاژ در طول خطوط، جریان الکتریکی کاهش یافته و بدین صورت، نیاز به استفاده از کابل‌های با سطح مقطع بالا و مولدهای محلی بر طرف می‌شد و در این صورت همچنین امکان تولید انرژی الکتریکی در فواصل دور از مصرف‌کننده‌ها نیز فراهم می‌شد.

### توزیع در اروپا و آمریکای شمالی
در آمریکای شمالی سیستم‌های توزیع اولیه از ولتاژ ۲۲۰۰ ولت و از سیستم ستاره با سیم نول (corner grounded delta) استفاده می‌کردند. با گذشت زمان این ولتاژ رفته رفته افزایش یافت و به۲۴۰۰ ولت رسید. با گسترش شهرها سیستم ولتاژ به ۴۱۶۰/۲۴۰۰ ولت سه فاز ارتقاء یافت. گرچه بعضی از شهرها و شهرک‌ها به استفاده از این ولتاژ ادامه دادند، اما بیشتر شهرها ولتاژ را به تدریج و در مراحل Y۷۲۰۰/۱۲۴۷۰، Y۷۶۲۰/۱۳۲۰۰، Y۱۴۴۰۰/۲۴۹۴۰ و در نهایت Y۱۹۹۲۰/۳۴۵۰۰ افزایش دادند.
در انگلستان و اروپا در گذشته‌استفاده از سیستم ولتاژ ۳۳۰۰ ولت رایج بوده. با گذشت زمان در انگلستان ولتاژ ابتدا به ۶٫۶kV و سپس به ۱۱kV افزایش یافت.
سیستم‌های توزیع نیز در اروپا و آمریکای شمالی کاملاً متفاوت هستند. در آمریکای شمالی استفاده از تعداد زیادی ترانسفورماتور توزیع و در فواصل کم با مصرف‌کننده‌ها رایج تر است. برای مثال در ایالات متحده از یک ترانسفورماتور توزیع «pole-mounted» برای تغذیه ۱ تا ۳ خانه استفاده می‌شود، در حالی که در انگلستان ترانسفورماتورهای توزیع توانی بین ۳۱۵ تا ۱۰۰۰ کیلوولت‌آمپر دارند و کل یک محله را تغذیه می‌کنند. این به دلیل استفاده از ولتاژ بالاتر در اروپاست (۴۱۵ ولت به جای ۲۳۰ ولت). چراکه با این ولتاژ امکان انتقال توان الکتریکی با تلفات قابل قبول در مسافت‌های طولانی‌تری وجود دارد. ویژگی سیستم آمریکایی این است که در صورت بروز عیب در ترانسفورماتور فقط تعداد کمی از مصرف‌کننده‌ها از مدار خارج می‌شوند و ویژگی سیستم انگلیسی در متمرکزتر بودن ترانسفورماتورها می‌باشد، بدین صورت که ترانسفورماتورها کمتر و بزرگ‌تر هستند و با راندمان بالاتری کار می‌کنند و این تلفات انرژی را کاهش می‌دهد.

## توزیع و انواع شبکه‌ها
شبکه‌های توزیع معمولاً به دو صورت دسته‌بندی می‌شوند:
- شعاعی (Radial)
- اتصال یافته (Interconnected)

در شبکه شعاعی خطوط توزیع پس از جدا شدن از پست توزیع به منبع دیگری متصل نمی‌شوند. از این روش معمولاً در شبکه‌های روستایی با مصرف‌کننده‌های دور افتاده استفاده می‌شود. از شبکه‌های اتصال یافته معمولاً در شهرها استفاده می‌شود. در این شبکه مسیرهای توزیع دارای دو یا چند اتصال به مسیرهای دیگر هستند بنابراین مصرف‌کننده‌ها چندین مسیر برای اتصال به منبع دارند.
نقاط اتصال در شبکه اتصال یافته معمولاً باز هستند. اعمال دستور بسته یا باز شدن اتصال‌ها معمولاً به وسیله «دیسپاچینگ» صورت می‌گیرد. کارایی این اتصال‌ها معمولاً در مواقع بروز مشکل در خط مشخص می‌شود. در صورتی که قسمتی از خط به علت خرابی غیرقابل استفاده باشد به وسیله وصل و قطع تعدادی از اتصال‌ها می‌توان قسمت معیوب را از بقیه قسمت‌ها جدا کرده و دیگر قسمت‌ها را تغذیه نمود. هر یک از خطوط جدا شده از پست توزیع دارای کلید مدارشکن (دژنکتور) برای قطع مدار در موقع بروز اشکال هستند.
ممکن است در داخل هر شبکه انواع مختلفی از خطوط مثل خطوط هوایی یا کابلی وجود داشته باشد. البته استفاده از خطوط کابلی در کشورهای پیشرفته در حال افزایش است چراکه در این خطوط کابل‌ها در مسیر دیده نمی‌شوند و این کمک شایانی به افزایش معیارهای زیبایی به ویژه در شهرهای بزرگ با شبکه‌های توزیع درهم پیچیده می‌کند. اما با این حال قیمت تمام شده برای ایجاد خطوط کابلی به مقدار قابل توجهی از خطوط هوایی بیشتر است، تکنولوژی احداث آن‌ها بالاست و همچنین این خطوط از نظر قیمت و راحتی تعمیر و نگهداری نیز با خطوط هوایی قابل مقایسه نیستند و این بزرگ‌ترین مانع برای گسترش این خطوط در کشورهای در حال توسعه‌است.
خصوصیات برق تحویلی به مصرف‌کننده‌ها به صورت یک تعهد از طرف تولیدکننده بوده و ثابت است. برخی از خصوصیات شبکه عبارت‌اند از:
- امروزه تمامی منابع و ژنراتورهای الکتریکی AC هستند. مصرف‌کننده‌هایی که از انرژی الکتریکی به صورت DC و در مقادیر بالا استفاده می‌کنند مانند برخی از راه‌آهن‌های برقی، مراکز تلفن یا بعضی صنایع مانند صنایع ذوب آلومینیوم باید از ژنراتورهای DC یا تجهیزات یکسوساز استفاده کنند.
- ولتاژ تحویلی شامل درصدی خطا نیز می‌شود و از مقدار اعلامی کمتر یا بیشتر بوده که مقدار مجاز آن بسته به استانداردهای موجود، در حدود ۱۰ درصد است.
- فرکانس معمول تولیدی ۵۰ یا ۶۰ هرتز است. در حالی که در بعضی خطوط راه‌آهن برقی از فرکانس ۱۶–۲/۳ هرتز و در بعضی از صنایع و معادن از ۲۵ هرتز استفاده می‌شود.
- پیکره‌بندی فازها، که شامل تک فاز و چند فاز (شامل دو فاز یا سه فاز) می‌شود.

مصرف‌کننده‌ها نیز باید دارای خصوصیات خاصی در شبکه باشند به‌طوری‌که انحراف از این خصوصیات برای تولیدکننده زیانبار است بنابراین برای انحراف از برخی از این خصوصیات جریمه در نظر گرفته شده:
- حداکثر بار، که با توجه میزان حداکثر مصرف در دوره‌ای مشخص تعیین می‌شود.
- ضریب بهره خط انتقال (نسبت بار نامی به حداکثر بار در یک دوره زمانی)، که نشان دهنده درجه بهره‌وری از تجهیزات خط است (هرچه این ضریب به یک نزدیکتر باشد بهره‌وری تجهیزات خط بالاتر است).
- ضریب توان بار اتصال یافته که نسبت توان اکتیو مصرف شده توسط بار به توان راکتیو آن است.
- سیستم زمین کردن (Earthing) که می‌تواند TT, TN-S، TN-C-S یا TN-C باشد.
- حداکثر جریان اتصال کوتاه
- بیشترین میزان و فرکانس جریان لحظه‌ای